# Christian Rechholz
Christian Rechholz (* September 1972 in West-Berlin) ist ein deutscher Politiker (ÖDP; früher CSU). Von September 2020  bis Oktober 2022 war er Bundesvorsitzender der ÖDP.

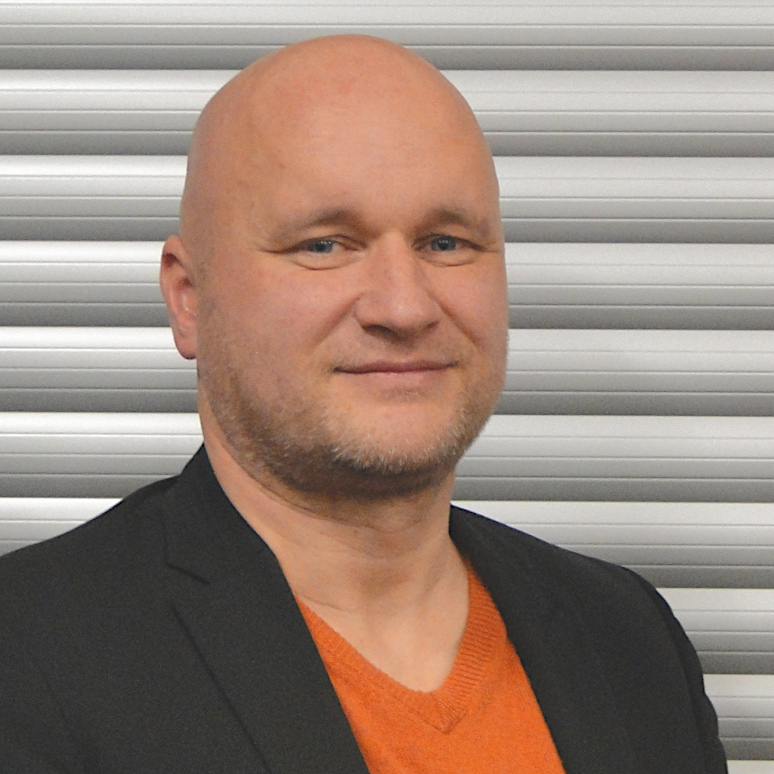
Christian Rechholz (2020)

## Werdegang
Rechholz lebt seit 1978 in Nürnberg, wo er am Melanchthon-Gymnasium das Abitur ablegte. Er studierte in Bamberg und Potsdam Politik, Geschichte, Journalismus und öffentliche Verwaltung.
Nach Tätigkeiten als Journalist, Pressesprecher und Agenturinhaber arbeitet Rechholz als Lehrer.

## Politische Arbeit
In seiner Jugendzeit war er aktives Mitglied der CSU und der Jungen Union in Nürnberg. Er hatte dort diverse Ämter inne.
Bei der Nürnberger Stadtratswahl 2020 kandidierte er als Vorschlag der ÖDP für das Amt des Oberbürgermeisters und erhielt 1,11 % der Stimmen. Auf dem ÖDP-Bundesparteitag am 19. und 20. September 2020 in Suhl wurde Rechholz zum Bundesvorsitzenden seiner Partei gewählt.
Bei der Bundestagswahl 2021 kandidierte er auf Listenplatz 1 des bayerischen Landesverbands der ÖDP und als Direktkandidat im Wahlkreis 244 – (Nürnberg-Nord), konnte jedoch nicht in den Deutschen Bundestag einziehen.
Seit 27. April 2025 ist er 1. Vorsitzender des Vereins Fränkischer Bund.